# Jason Sklenar
Jason Michael Sklenar  MBE (* 27. März 1970 in Cheltenham) ist ein ehemaliger britischer Biathlet. Er startete bei zwei Olympischen Winterspielen sowie sieben Biathlon-Weltmeisterschaften und war neben Mike Dixon in seiner aktiven Zeit der erfolgreichste britische Biathlet.

## Karriere
Jason Sklenar, Soldat aus Cheltenham, startete seit Beginn der 1990er Jahre im Biathlon-Weltcup. Erster Karrierehöhepunkt wurden die Olympischen Winterspiele 1992 von Albertville. In Frankreich belegte der Brite 67. des Einzels und 80. im Sprint. Es folgten die Biathlon-Weltmeisterschaften 1995 in Antholz mit den Rängen 68 im Einzel und 41 Sprint, 1996 in Ruhpolding wurde er 67. im Sprint, 1997 in Osrblie 60. des Einzels und 1999 in Kontiolahti und Oslo 40. im Einzel und 62. des Sprints. In der Saison 1998/99 lief Sklenar in Oslo auf seine beste Weltcup-Platzierung und wurde 32. eines Sprintrennens, womit er die Punkteränge nur knapp verpasste. Im Jahr darauf kam Sklenar am Holmenkollen in Oslo auf den 72. Platz im Einzel, 2001 wurde er in Pokljuka 78. und Sprint-87. In Salt Lake City konnte der Brite 2002 zum zweiten Mal an Olympischen Winterspielen teilnehmen und belegte dort die Ränge 48 im Einzel und 71 im Sprint. Das letzte Großereignis wurden für Sklenar die Biathlon-Weltmeisterschaften 2004 in Oberhof, wo er 96. im Sprint wurde. Nach der Saison beendete er seine internationale Karriere.
National gewann Sklenar erst 2009 im Staffelwettbewerb einen Titel. Sehr häufig platzierte er sich auf dem zweiten Rang bei den Meisterschaften. 2004 wurde er Vizemeister im Einzel, der Staffel und dem Team, 2005 im Einzel, im Sprint, im Massenstart und der Staffel sowie 2008 mit der Staffel und im Team. 2009 kam ein Vizemeistertitel im Team hinzu. Auf den dritten Rang kam er 2005 im Team. National nahm er bis 2009 noch an Wettkämpfen teil, obwohl er seine internationale Karriere schon mehrere Jahre beendet hatte.

## Persönliches
Jason Sklenar arbeitete bis 2012 als Trainer für den britischen Verband, zu seinen Schützlingen zählten Marcel Laponder, Simon Allanson, Adele Walker, Lee-Steve Jackson, Paul Whibley und Kevin Kane. Sklenar ist Member of the Order of the British Empire.

## Statistiken

### Biathlon-Weltcup-Platzierungen
Die Tabelle zeigt alle Platzierungen (je nach Austragungsjahr einschließlich Olympische Spiele und Weltmeisterschaften).
- 1.–3. Platz: Anzahl der Podiumsplatzierungen
- Top 10: Anzahl der Platzierungen unter den ersten zehn (einschließlich Podium)
- Punkteränge: Anzahl der Platzierungen innerhalb der Punkteränge (einschließlich Podium und Top 10)
- Starts: Anzahl gelaufener Rennen in der jeweiligen Disziplin

| Platzierung         | Einzel | Sprint | Verfolgung | Massenstart | Team | Staffel | Gesamt |
| ------------------- | ------ | ------ | ---------- | ----------- | ---- | ------- | ------ |
| 1. Platz            |        |        |            |             |      |         |        |
| 2. Platz            |        |        |            |             |      |         |        |
| 3. Platz            |        |        |            |             |      |         |        |
| Top 10              |        |        |            |             |      |         |        |
| Punkteränge         |        |        |            |             | 6    | 37      | 43     |
| Starts              | 38     | 81     | 9          |             | 6    | 42      | 176    |
| Stand: Karriereende |        |        |            |             |      |         |        |

### Olympische Winterspiele
Ergebnisse bei Olympischen Winterspielen:
|                                                | Einzelwettbewerbe | Einzelwettbewerbe | Einzelwettbewerbe | Einzelwettbewerbe | Staffelwettbewerbe |
| Einzel                                         | Sprint            | Verfolgung        | Massenstart       | Herrenstaffel     |                    |
| ---------------------------------------------- | ----------------- | ----------------- | ----------------- | ----------------- | ------------------ |
| Olympische Winterspiele 1992 \| Albertville    | 67.               | 80.               | –                 | –                 | –                  |
| Olympische Winterspiele 2002 \| Salt Lake City | 48.               | 71.               | –                 | –                 | 19.                |

### Biathlon-Weltmeisterschaften
Ergebnisse bei den Weltmeisterschaften:
1994 und 1998 wurde reine Teamweltmeisterschaften ausgetragen.
| Weltmeisterschaften | Weltmeisterschaften | Einzelwettbewerbe | Einzelwettbewerbe | Einzelwettbewerbe | Einzelwettbewerbe | Staffelwettbewerbe | Staffelwettbewerbe   |
| Jahr                | Ort                 | Einzel            | Sprint            | Verfolgung        | Massenstart       | Herrenstaffel      | Mannschaftswettkampf |
| ------------------- | ------------------- | ----------------- | ----------------- | ----------------- | ----------------- | ------------------ | -------------------- |
| 1991                | Lahti               | –                 | –                 | –                 | –                 | –                  | 14.                  |
| 1993                | Borowez             | –                 | 87.               | –                 | –                 | –                  | 20.                  |
| 1994                | Canmore             | –                 | –                 | –                 | –                 | –                  | 10.                  |
| 1995                | Antholz             | 68.               | 41.               | –                 | –                 | 17.                | 19.                  |
| 1996                | Ruhpolding          | –                 | 67.               | –                 | –                 | 20.                | –                    |
| 1997                | Osrblie             | 60.               | –                 | –                 | –                 | –                  | –                    |
| 1998                | Hochfilzen          | –                 | –                 | –                 | –                 | –                  | 14.                  |
| 1999                | Kontiolahti/ Oslo   | 40.               | 62.               | –                 | –                 | 16.                | –                    |
| 2000                | Oslo/ Lahti         | 72.               | –                 | –                 | –                 | 18.                | –                    |
| 2001                | Pokljuka            | 78.               | 87.               | –                 | –                 | 19.                | –                    |
| 2004                | Oberhof             | –                 | 96.               | –                 | –                 | –                  | –                    |